# Бад-Зальцдетфурт
Бад-Зальцдетфурт (нем. Bad Salzdetfurth) — город в Германии, курорт, расположен в земле Нижняя Саксония.
Входит в состав района Хильдесхайм. Население составляет 13 616 человек (на 31 декабря 2010 года). Занимает площадь 67,11 км². Официальный код — 03 2 54 005.
| Год  | Население |
| ---- | --------- |
| 1990 | 13 757    |
| 1995 | 13 986    |
| 2000 | 14 475    |
| 2005 | 14 425    |
| 2010 | 13 773    |